# Anna Róża Kołacka
Anna Róża Kołacka (ur. 11 maja 1992) – polska malarka.

## Życiorys
W 2011 roku skończyła liceum ogólnokształcące. Była laureatką XIII Olimpiady Filozoficznej. W 2021 z wyróżnieniem ukończyła malarstwo na Uniwersytecie Artystycznym w Poznaniu w pracowniach profesorów Janusza Marciniaka, Marka Przybyła oraz Marcina Berdyszaka. Obecnie odbywa studia doktoranckie na swojej Alma Mater, na Wydziale Malarstwa i Rysunku. Jest stypendystką ministerialną, Miasta Poznania oraz Rektora UAP. Współtworzyła grupę artystyczną 2+1. Brała udział w warsztatach artystycznych w Shanghai University Fine Arts College. 
Jej malarstwo jest wzbogacone o doświadczenia z zakresu filozofii, literatury i mechaniki kwantowej. W obrazach zapytuje o przyczyny katastrof ekologicznych i przedstawia procesu rozkładu różnych substancji. Używa technik wideo. Pisze w magazynach artystyczno-literackich i katalogach. Jej prace prezentowane były w galeriach w Estonii, Chinach (Szanghaj) oraz w Polsce (Warszawa, Kraków, Poznań, Gorzów Wielkopolski).

## Nagrody
Otrzymała m.in. następujące nagrody:
- główna nagroda artystycznej Grand Prix ex aequo w Konkursie im. Franciszki Eibisch (2014),
- cztery razy nominowana do Ogólnopolskiej Nagrody Artystycznej: Nowy Obraz - Nowe Spojrzenie,
- Medal Młodej Sztuki (2021)[1][2].